# Vatasze Jú
Vatasze Jú (渡瀬 悠宇; Hepburn: Watase Yū; Oszaka, 1970. március 5. –) japán manga rajzoló, és író. Elnyerte a Shogakukan manga-díjat 1997-ben sódzso kategóriában az Ajasi no Ceres című munkájával. Első publikált munkája óta (Padzsama de odzsama) több, mint 80 kötetnyi mangát készített, és vannak jelenleg is futó sorozatai. Mivel történeteiben rengeteg, szépen megrajzolt férfit szokott szerepeltetni, ezért bizonyos körökben „bisónen mangakaként” is szokták emlegetni. Vatasze 2008 októberétől kezdett el dolgozni első sónen sorozatán, az Arata Kangatarin, melynek fejezeteit a Súkan Sónen Sunday magazinban publikálja.
Vatasze az évek során több ismert, sikeres mangát is rajzolt. Olyan művei váltak világhírűvé, mint a Fusigi Júgi, vagy a díjnyertes Ajasi no Ceres, melyekből animesorozatot is készítettek. De nyugatra más művei is eljutottak. Ilyenek például a Zettai Karesi, az Alice 19th, és a Fusigi Júgi előzményeit elmesélő Fusigi Júgi Genbu Kaiden is. Vatasze sódzso mangáiban állandó téma a szerelem és a küzdelem jó és rossz között.

## Művei

### Flower Comic-antológiában publikált mangái
- Fusigi Júgi - 18 kötet.
- Fusigi Júgi Genbu Kaiden - 12 kötet
- Fusigi Júgi Genbu Ibun - előkészületben/még fut
- Sisunki Miman Okotovari - 3 kötet.
- Zoku Sisunki Miman Okotovari - 3 kötet.
- Sisunki Miman Okotovari Kankecuhen - 1 kötet.
- Epotoranszu! Mai - 2 kötet.
- Ajasi no Ceres - 14 kötet.
- Appare Dzsipangu! - 3 kötet.
- Imadoki! - 5 kötet.
- Alice 19th - 7 kötet.
- Zettai Karesi - 6 kötet.
- Szakura Gari - 3 kötet.

### Súkan Sónen Sunday-antológiában publikált mangái
- Arata Kangatari - 8 kötet - még fut

### Vatasze Jú Masterpiece Collection
- Gomen Aszobasze
- Magical Nan
- Otenami Haiken!
- Szuna no Tiara
- Mint de Kiss Me

### JúTopia Collection
- Oisí Study
- Macubija Nanako

### Vatasze Jú Best Selection
- Szunde no Touch
- Perfect Lovers

### Bunkoban kiadások
- Fusigi Júgi - 10 kötet.
- Ajasi no Ceres - 7 kötet.
- Alice 19th - 4 kötet.
- Zettai Karesi - 3 kötet.
- Imadoki! - 3 kötet.
- Sisunki Miman Okotovari - 3 kötet.

### Kanzenban kiadások
- Fusigi Júgi - 9 kötet.

### Artbook-ok
- Vatasze Jú Illustration Collection Fusigi Júgi
- Vatasze Jú Illustration Collection - Part 2 Fusigi Júgi Animation World
- Ajasi no Ceres Illustration Collection Cumugi Uta ~Amacu Szora Naru Hito o Kofutote~
- Vatasze Jú Post Card Book I
- Vatasze Jú Post Card Book II

### Regények
- Sisunki Miman Okotovari - 4 kötet.
- Fusigi Júgi - 13 kötet.
- Ajasi no Ceres - 6 kötet.
- Fusigi Júgi: Genbu Kaiden - 1 kötet.
- Zettai Karesi - 1 kötet.
- Maszei Kisin Den (illusztrációk)
- Jada ze! (illusztrációk)
- Piratica (illusztrációk)